# Oldenlandia
Genre
Oldenlandia est un genre de plantes dans la famille des Rubiaceae.

## Espèces
- Oldenlandia adscensionis
- Oldenlandia albonervia
- Oldenlandia corymbosa
- Oldenlandia verticillata